# Hessische Kulturstiftung
Die Hessische Kulturstiftung ist eine 1988 vom deutschen Bundesland Hessen gegründete rechtsfähige Stiftung bürgerlichen Rechts mit Sitz in Wiesbaden.

## Aufgabenstellung
Die Stiftung unterstützt hessische Museen, Ausstellungshallen und Kunstvereine und weitere Träger der Bildenden Kunst, Bibliotheken und Archive durch die Vergabe von Zuschüssen für Ankäufe, Ausstellungen und Kataloge. Sie nimmt auch Aufgaben von Nachwuchsförderung im Bereich der bildnerischen Medien wahr, indem sie ein Programm mit Reise- und Atelierstipendien für Künstler und Künstlerinnen der bildnerischen Medien unterhält.

## Stipendienprogramm
Das Stipendienprogramm richtet sich an Künstler, die in Hessen geboren sind, jeweils drei Jahre in Hessen leben (rückwirkend zur Beantragung) und/oder ein Vollstudium der freien Kunst (oder ein vergleichbares Studium) an einer hessischen Hochschule oder Kunstakademie absolviert haben. Es wurde in Analogie zu einem Postgraduiertenstipendium für junge Wissenschaftler konzipiert und sieht einjährige Aufenthalte in einem der stiftungseigenen Wohnateliers in Paris, London, Istanbul oder New York vor. Daneben können auch freie Reisestipendien beantragt werden. Alle zwei Jahre werden insgesamt acht Atelierstipendien und sechs Reisestipendien vergeben.